# Amoghasiddhi
Amoghasiddhi (em sânscrito, "poder infalível") é o quinto Buda Dhyani. Representa a realização prática da sabedoria dos outros quatro Budas Dhyani. Ele é descrito como o Buda Dhyani da realização da Senda do Bodisatva. Um bodisatva é aquele que renunciou à felicidade do nirvana com um voto de primeiro libertar todos os seres.
Amoghasiddhi é o Buda Dhyani do Norte. Sua cor é verde, significando o Sol à meia-noite. Governa o elemento ar e corporifica o skandha da volição, também chamado o skandha dos fenômenos mentais ou tendências da mente. Seu símbolo é o vishvavajra, ou vajra duplo, representado entre Amoghasiddhi e Vairochana nessa mandala. É feito com dois vajras cruzados e simboliza a mais alta compreensão da verdade e o poder espiritual de um Buddha.
O trono de Amoghasiddhi é sustentado por garudas, figuras míticas, metade homem, metade pássaro. Em relação a Amoghasiddhi, Lama Govinda diz que o garuda simboliza "o homem em transição rumo a novas dimensões de consciência... a transição do humano para o estado super-humano, que toma lugar na misteriosa escuridão da noite, invisível aos olhos."
O mudra de Amoghasiddhi, formado aqui pela sua mão direita, é o abhaya mudra. É o gesto do destemor e da proteção. O bija de Amoghasiddhi é Ah e seu mantra é: Om Amoghasiddhi Ah.